# Tomás Medina Caracas
Tomás Medina Caracas (Santander de Quilichao, 15 de marzo de 1965-Vichada, 2 de septiembre de 2007) más conocido por su alias "Negro Acacio" o "Arturo Guevara" fue un guerrillero colombiano. Miembro de la guerrilla de las Fuerzas Armadas Revolucionarias de Colombia - Ejército del Pueblo (FARC-EP).

## Biografía
Nació en la vereda Mary López, de Santander de Quilichao (Cauca).

### Militancia en las FARC-EP
Ingresó a la guerrilla de las FARC-EP en mayo de 1987 a la edad de 22 años. Fue profesor de la escuela pública de Santander de Quilichao (Cauca). Fue apadrinado por el jefe guerrillero de las FARC-EP "Iván Márquez", mientras que el jefe militar de las FARC-EP, Mono Jojoy, fue quien lo rebautizó con el alias de "Negro Acacio" en honor a uno de los héroes de la revolución cubana.
Entre 1988 y 1989, fue asignado a la región del Magdalena Medio, pero tenía mala conducta dentro de las FARC-EP. En mayo de 1988 el comandante guerrillero que lo tenía a cargo dijo sobre Negro Acacio: "se deja llevar por la emoción. Ordenó darle bala a una casa sin saber quién estaba ahí y mató a una viejita... ...no maneja bien las relaciones internas y las órdenes Fue el responsable de la bomba del Castillo en donde murieron varios civiles". Por dichas acciones el comandante lo trasladó en 1990 al Frente 16 de la FARC-EP, que hacia presencia en los departamentos del Meta, Vichada y Guaviare.
El Frente 16 estaba bajo el mando de Josué Eliseo Prieto, alias "Esteban González", quien por órdenes del Mono Jojoy consolidó al frente 16 como la principal fuente de las finanzas de las FARC-EP, reportándole ingresos entre 1996 y 1998 por cerca de US$15 millones de dólares producto del narcotráfico. Desde 1992 Negro Acacio se convirtió en la persona de confianza de Esteban González.
En mayo de 1999, fue nombrado comandante del Frente 16, tras la muerte de González en combates con el Ejército Nacional en Vichada. Al mando de por lo menos 150 guerrilleros, estableció su centro de operaciones en el entonces corregimiento de Barrancominas, una población que tenía en aquel entonces cerca de mil habitantes a los que organizó para que se beneficiaran del negocio del narcotráfico. Entrenó militarmente a los dueños y trabajadores de los laboratorios de procesamiento de coca a lo largo del río Guaviare que volvió milicias de refuerzo organizados como anillos de seguridad para proteger su área de la Fuerza Pública.

### Narcotráfico y tráfico de armas

El Negro Acacio montó su centro de operaciones en el hoy municipio de Barrancominas, departamento de Guainía.

Negro Acacio fue el primer rebelde de las FARC-EP en ser pedido en extradición por Estados Unidos bajo cargos de narcotráfico. Era el responsable de las operaciones de narcotráfico en Colombia por parte de las FARC-EP del que controlaba la mitad del presupuesto financiero de las FARC-EP, el tráfico de armas y la capacidad logística de dicha organización. Además de ser el contacto directo entre las FARC-EP y las redes internacionales del narcotráfico, Tenía circular roja de la Interpol y 23 órdenes de captura proferidas en Colombia por asesinatos, secuestros, tortura, extorsión y narcotráfico. principal proveedor de base de coca para los carteles de la droga colombianos y más recientemente de los carteles mexicanos.

#### Relación con Vladimiro Montesinos
Según el entonces ministro de Defensa de Colombia, Juan Manuel Santos, Negro Acacio habría negociado directamente una compra de armas realizada por las FARC-EP al entonces asesor presidencial de Alberto Fujimori en Perú, Vladimiro Montesinos. la compra habría sido de 10 000 fusiles para las FARC-EP y que fueron llevados a Colombia procedentes de Jordania en el año 2000, arrojándolos en paracaídas a la selva de Colombia. 
Las armas fueron transportadas, durante cinco vuelos, en dos aeronaves de matrículas rusas. Entre miembros de la tripulación y la red de tráfico de armas estaban 32 ciudadanos rusos y ucranianos, el traficantes de armas libanés Soghanalian Sarkis Alexandrette, seis hermanos peruanos Aybar Cancho, dueños de las firmas Nippon en Perú, además de otros 30 ciudadanos peruanos, entre ellos, dos exintegrantes del cuerpo de paracaidistas de las Fuerza Aérea del Perú, un ciudadano franco-español, un franco-americano y dos colombianos; uno de ellos de confianza del Negro Acacio. El lote de armas fue fabricado en Alemania Oriental entre los años 1984 y 1985. Fusiles de esta misma serie fueron utilizados por los sandinistas y por el grupo Agustín Farabundo Martí.
En el 2004, el comandante guerrillero Simón Trinidad, al ser capturado rindió indagatoria en relación con este caso ante la Fiscalía General de la Nación de Colombia.

#### Fernandinho Beira-Mar
El narcotraficante brasilero Luiz Fernando da Costa, alias Fernandinho Beira-Mar fue capturado en Colombia el 19 de abril de 2001 durante la Operación Gato Negro del Ejército Nacional en las selvas del departamento de Vichada y Guainía, en límites con Brasil y Venezuela. Da Costa estaba en medio de una negociación para intercambiar cocaína por armas con Negro Acacio, quien logró escapar de dicha operación. Da Costa fue extraditado a Brasil y condenado a 30 años de cárcel.

### Operaciones militares en su contra
En el año 2003, el gobierno llevó a cabo mediante la Fuerza de Despliegue Rápido (Fudra), la "Operación Zorro" en Vichada y cuyo fin tenía la captura o muerte de miembros del Frente 16 de las FARC-EP. En los hechos murieron en combate 30 guerrilleros. En otro operativo, en enero de 2005, en la llamada "Operación Unicornio", en Vichada murieron 3 guerrilleros cercanos al Negro Acacio. En octubre de 2006, durante la "Operación Troya" murieron 15 guerrilleros, entre ellos cinco comandante de esa estructura, incluyendo al hermano del Negro Acacio.

## Muerte
Negro Acacio murió el 2 de septiembre de 2007 en un bombardeo de la Fuerza Aérea Colombiana (FAC) durante la Operación Sol Naciente, junto a otros 16 guerrilleros, como parte del Plan Consolidación y la participación de la Fuerza de Despliegue Rápido (Fudra). La operación fue una labor conjunta de la Fuerza de Tarea Conjunta Omega, con miembros del Ejército Nacional, la Armada de la República, la Fuerza Aérea Colombiana, la Policía Nacional y el Departamento Administrativo de Seguridad (DAS) en el departamento de Guainía, cercano a la frontera con Brasil. En dicha región, Negro Acacio llevaba a cabo la mayoría de sus operaciones de narcotráfico con narcotraficantes brasileros, como Luiz Fernando da Costa, Fernandinho Beira Mar. 
Según el entonces ministro de defensa Juan Manuel Santos, Negro Acacio fue delatado por sus propios compañeros que habían desertado, cansados de los abusos en las FARC-EP.
La muerte del Negro Acacio, se dio en momentos en que los gobiernos colombiano de Álvaro Uribe y el de Venezuela de Hugo Chávez acordaban cooperar mutuamente para destrabar el proceso de "intercambio humanitario", y en el que el presidente Chávez intermediaria por el intercambio de 45 rehenes en poder de las FARC-EP por más de 500 rebeldes encarcelados por el gobierno colombiano. El proceso de intercambio se había tensionado tras la muerte de 11 de los 12 diputados del Valle del Cauca a manos de las FARC-EP.
Tras la muerte de Negro Acacio, la Cuarta División del Ejército de Colombia, con base en Villavicencio aseguró que once rebeldes se habían entregado en Güerima, corregimiento de Cumaribo (Vichada).